# لیگ برتر بسکتبال زنان ایران ۱۳۸۱
لیگ برتر بسکتبال زنان ایران ۱۳۸۱ (سوپر لیگ بسکتبال زنان ایران) بالاترین سطح مسابقات بسکتبال زنان ایران در سال ۱۳۸۱ بود. این مسابقات با شرکت ۸ تیم به صورت دوره‌ای در یک گروه به صورت رفت و برگشت انجام گرفت. تیم‌های فجر سپاه تهران، شرکت نفت، اداره کل دانشگاه آزاد اسلامی، شیراز، پیکان، فولاد مبارکه، ورزش بانوان، ذوب‌آهن در این لیگ شرکت کردند. تیم فولاد مبارکه سپاهان به مقام قهرمانی این مسابقات دست یافت. پس از سپاهان، تیم اداره کل دانشگاه آزاد اسلامی و فجر سپاه به ترتیب دوم و سوم شدند.

## رده‌بندی پایانی
| رتبه | تیم                          | امتیاز |
| ---- | ---------------------------- | ------ |
| ۱    | فولاد مبارکه سپاهان          | ۲۵     |
| ۲    | اداره کل دانشگاه آزاد اسلامی | ۲۴     |
| ۳    | فجر سپاه                     | ۲۴     |
| ۴    | پیکان                        |        |
| ۵    | حجاب شیراز                   |        |
| ۶    | حجاب تهران                   |        |
| ۷    | شرکت نفت                     |        |
| ۸    | ذوب‌آهن اصفهان                |        |